# Norbert Schreier
Norbert Schreier, rozený Jan Filip Jakub Schreier (26. dubna 1748 Bílovice – 26. října 1811 Nýrovce) byl slovenský teolog, filozof, hebraista a buditel českého původu, syn moravského skladatele Josefa Schreiera.

## Život
Studoval filozofii a teologii v Nitře, v letech 1794–1796 a 1803–1809 byl profesorem orientálních jazyků a biblistiky na teologické fakultě v Nitře. Je autorem metodické gramatiky hebrejštiny (Budapešť, 1804), překládal ze semitských jazyků (jeho překlady zůstaly v rukopisech). V roce 1767 vstoupil do řádu piaristů v Kecskemétu a přijal řádové jméno Norbert.

## Dílo
- De sensu communi dissertatio logicometaphysica. Viennae. 1778.
- Carmen, quo Rev. Dno Joanni Bapt. Brésztyenszky de Eadem, hactenus cathedralis ecclesiae Nittriensis canonico, promotionem ad canonicatum actualem gratulatum veteranus cultor... anno 1797. mense Julio. Tyrnaviae.
- Carmen, quod, dum Excell. ac. Illustr. Dn. Josephus e Comitibus Csáky de Keresztszegh, perpetuus terrae Scepusiensis etc. solenni ritu supremum comitem provinciae Nittriensis inauguraret dnum comitem Josephum Erdődy de Monyorókerék montis Claudii et comitatus Varasdinensis perpetuu comitem, antea inclyti comitatus Posegani supremum comitem, Nitriae 18. kalendas Februarii anno 1798. Posonii.
- Praecepta Salomonis ad Juventutem… 1802. Hangjegyekkel. (A szegedi rendházban).
- Carmen. Exc. ac Rev. Dno Francisco Xav. Fuchs, hactenus episcopo Nitriensi, dum ad capessendas dignitates archiepiscopi Agriensis, et supremi, ac perpetui comitis ii. comitatuum Hevesiensis etc. Nitria discederet, oblatum anno 1804. Tyrnaviae.
- Methodica grammaticae hebraceae institutio. Quam in usum auditorum theologiae conscripsit. Pesthini, 1804.
- Cantilena de abolito sub Josepho II. imperatore et jam jam colapso claustro Camaldulensium in Monte Zobor.